# Stempel (Papier)

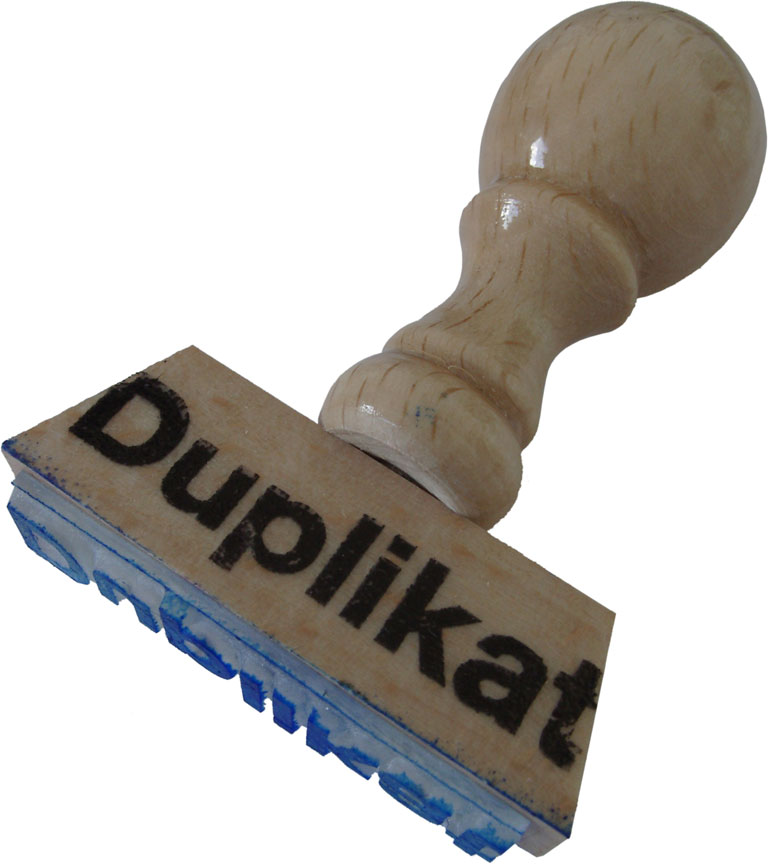
Stempel mit dem Text „Duplikat“

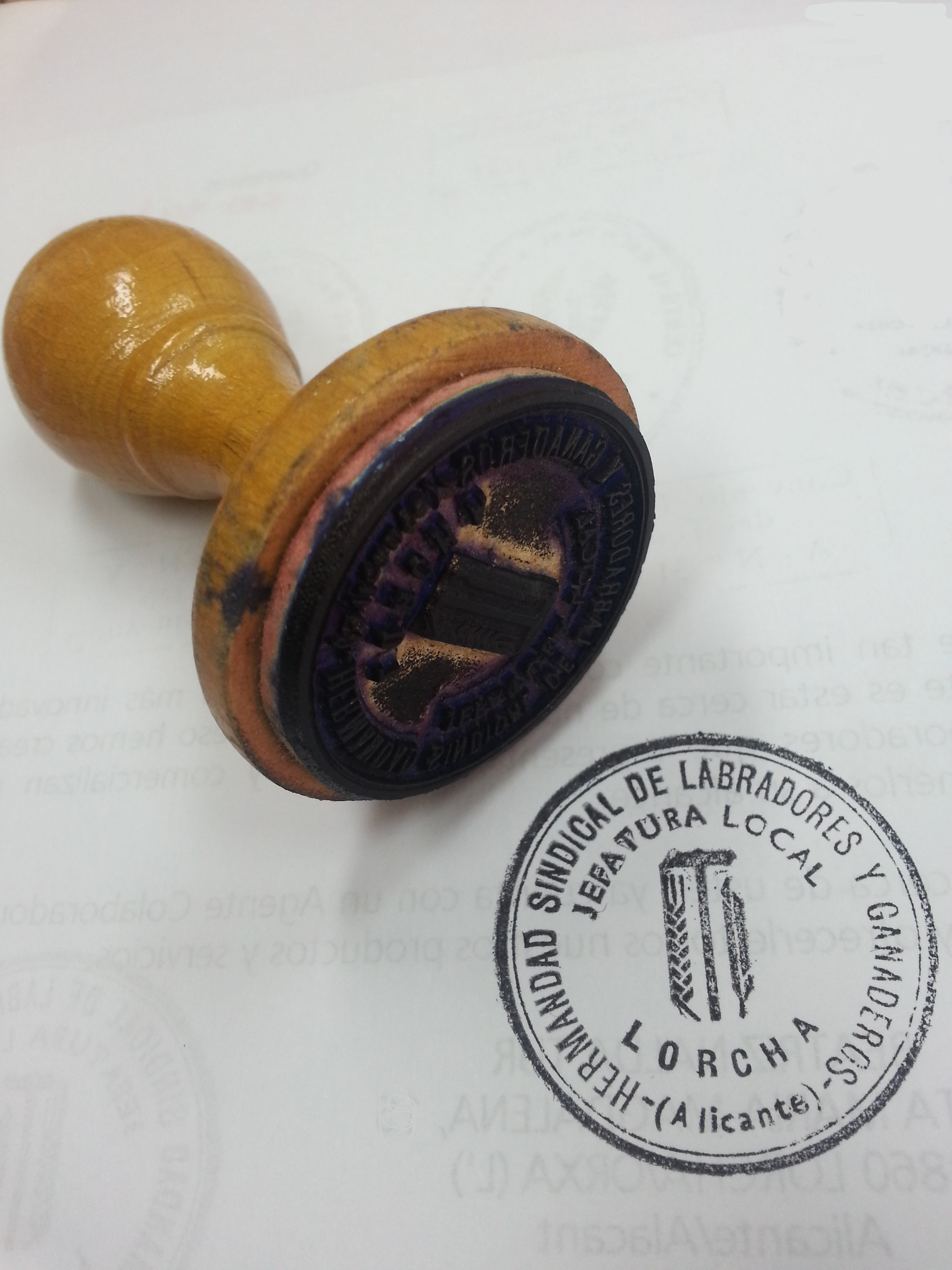
Rundstempel

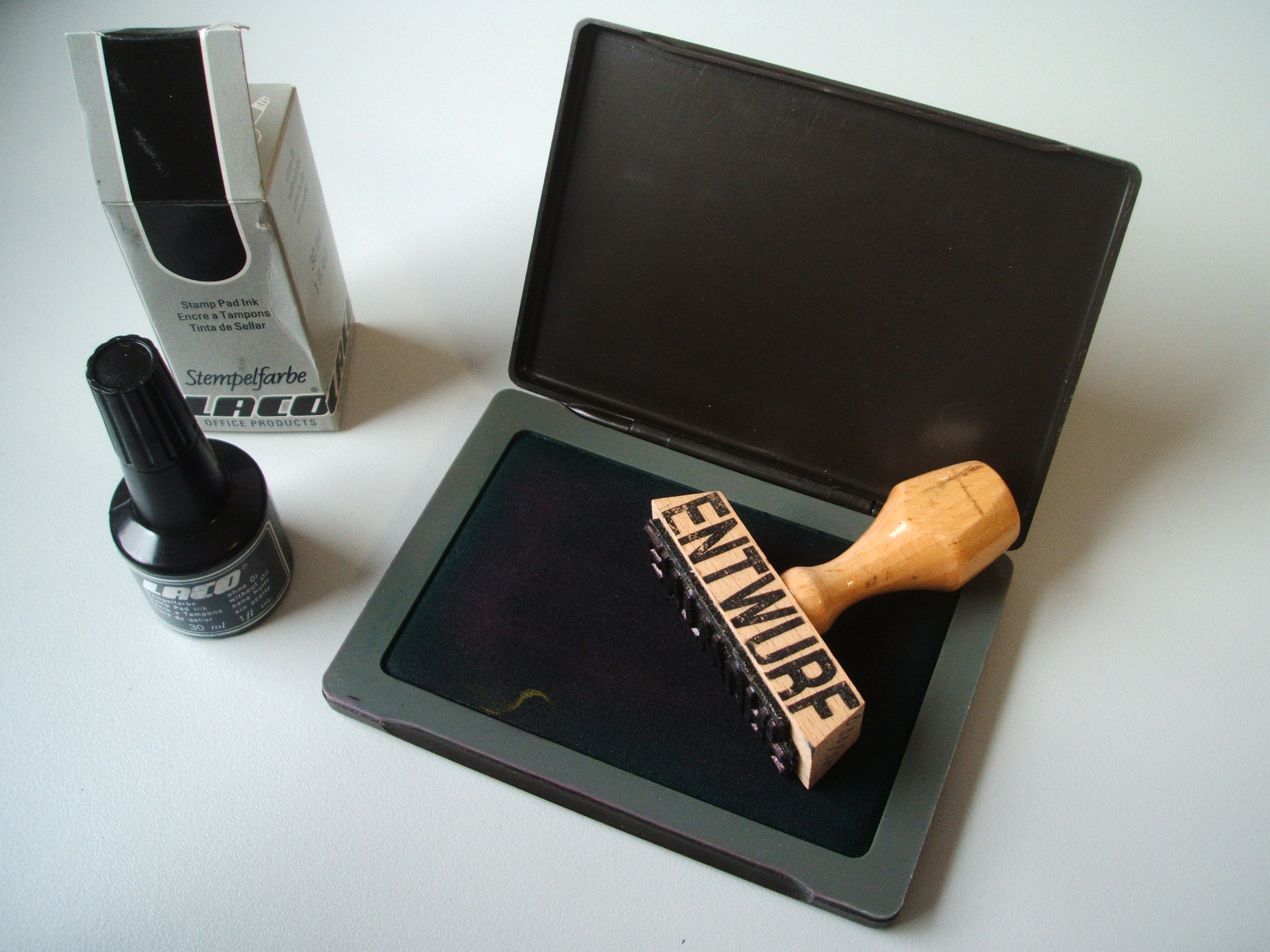
Stempelkissen mit Stempelfarbe

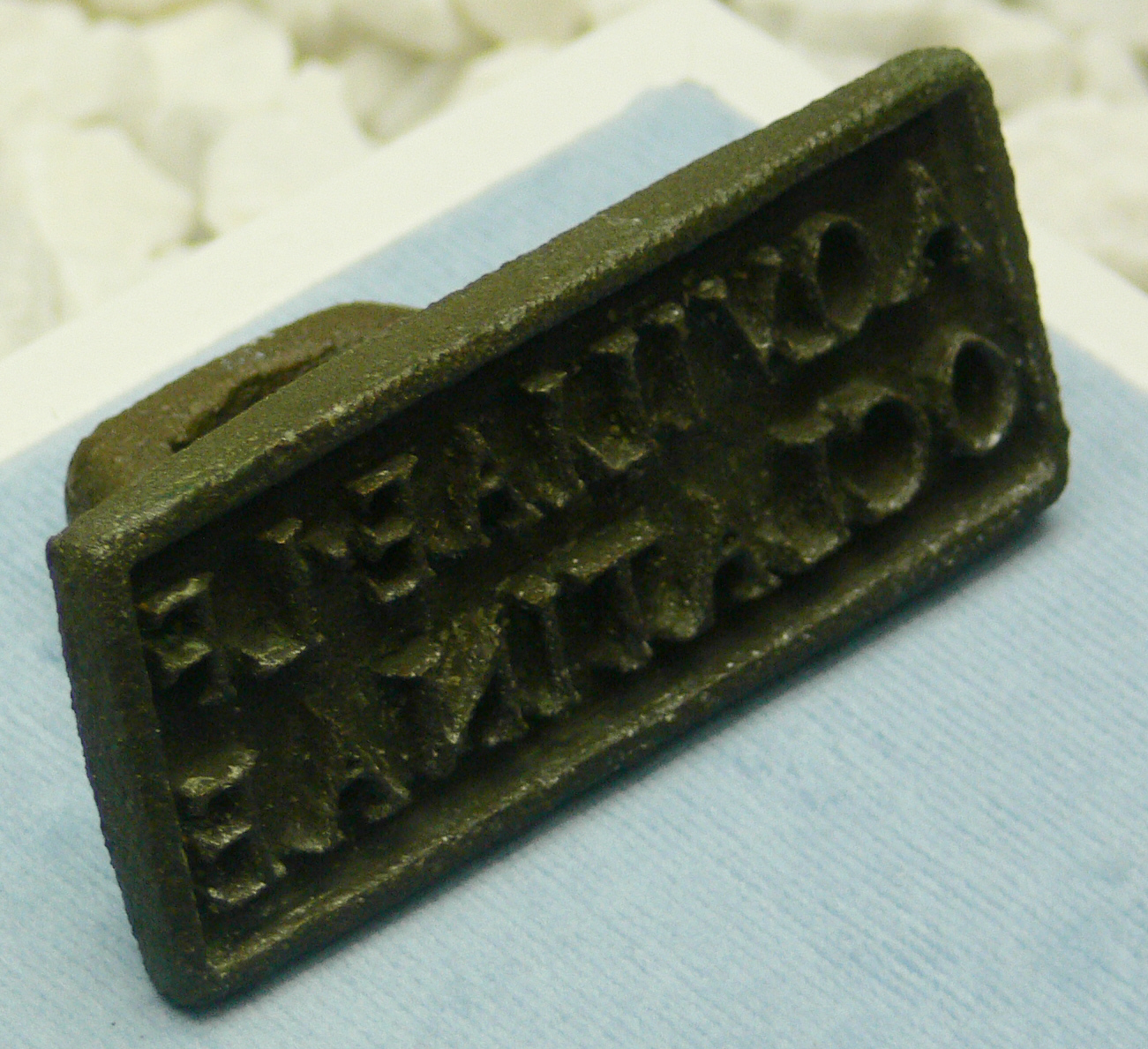
Antiker Stempel; Nekropole von Medulin-Burle, Istrien, 1.–4. Jh. n. Chr. „(Eigentum von) Aquilia Oclatina (Tochter von L.(Lucius))“

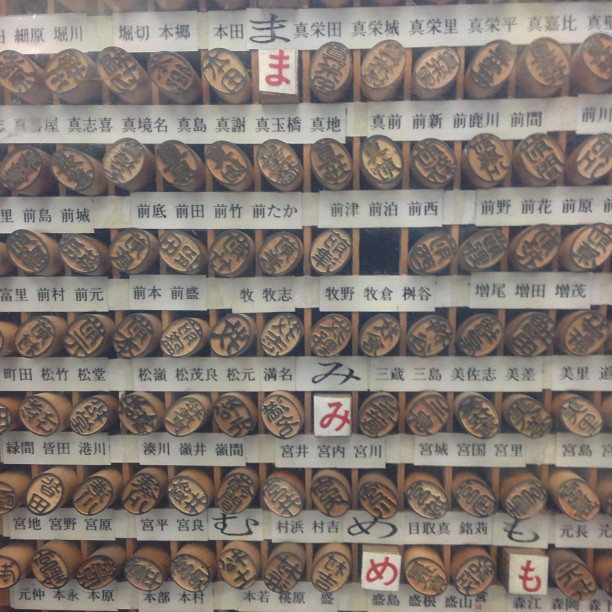
Hanko Stempel in der Präfektur Okinawa

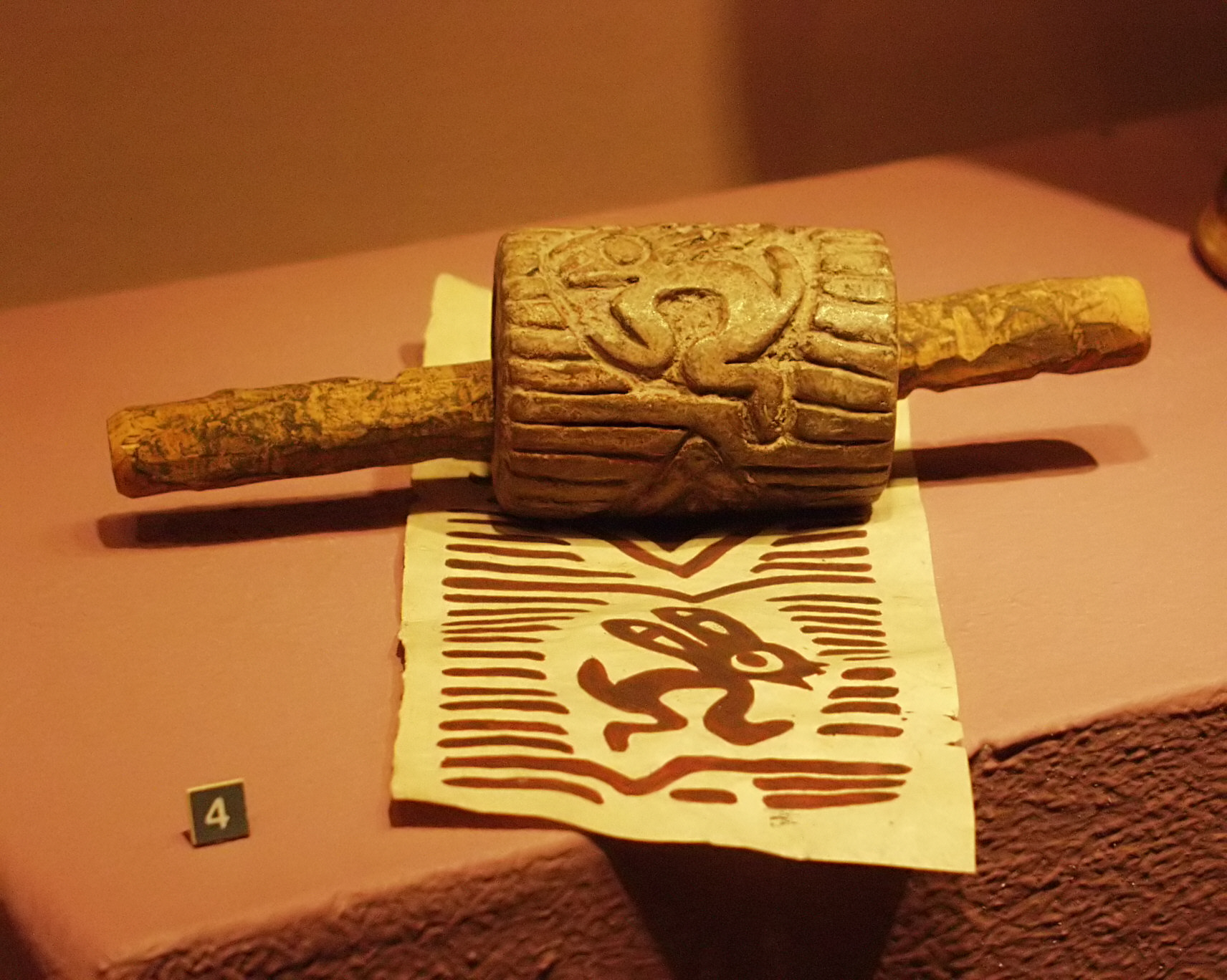
Mexikanischer Rollstempel mit Abdruck

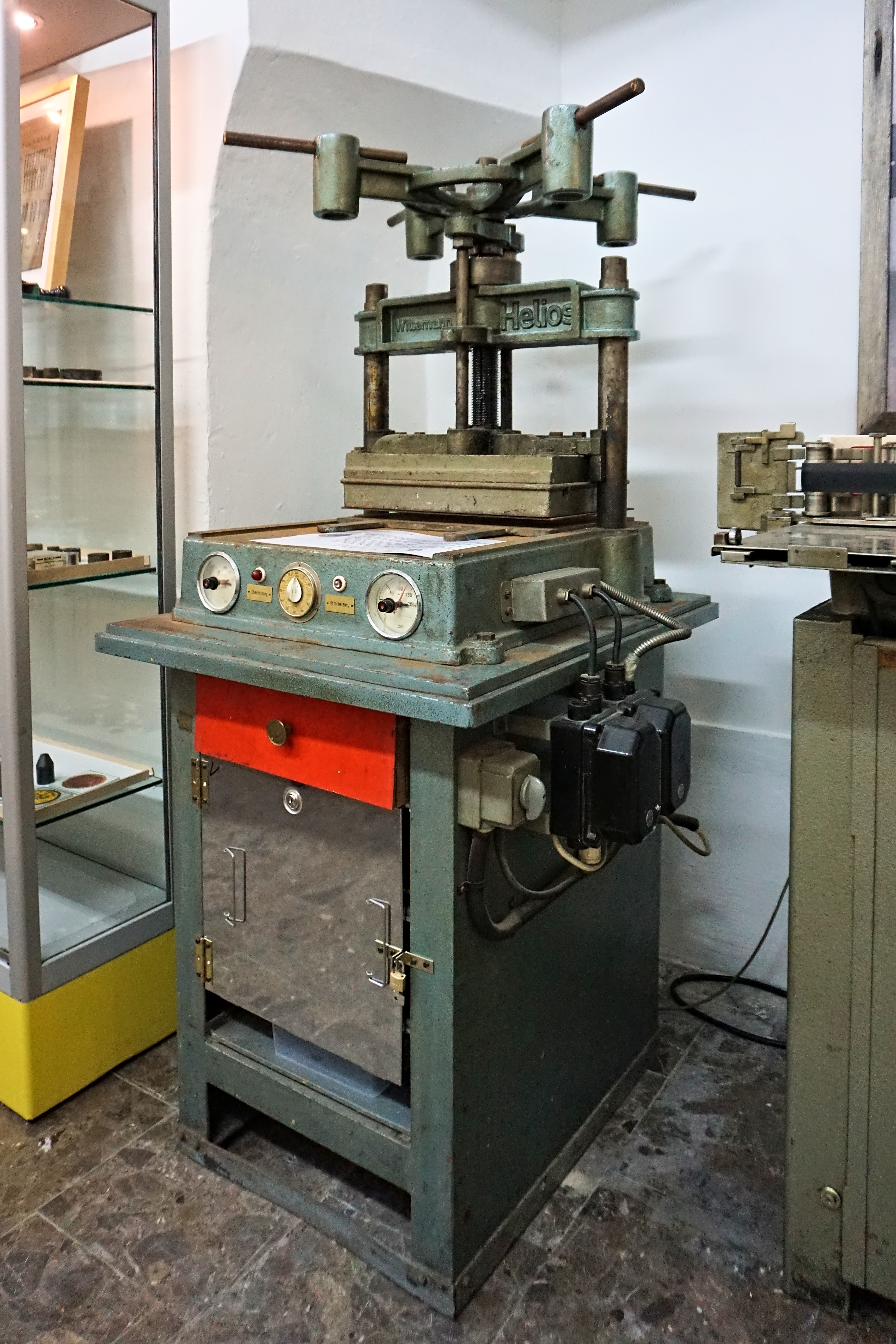
Historische Stempel-Vulkanisier-Presse

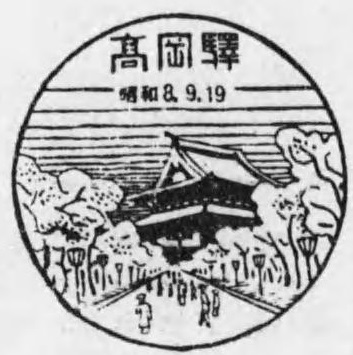
Historischer Stempelabdruck mit Datum aus Japan

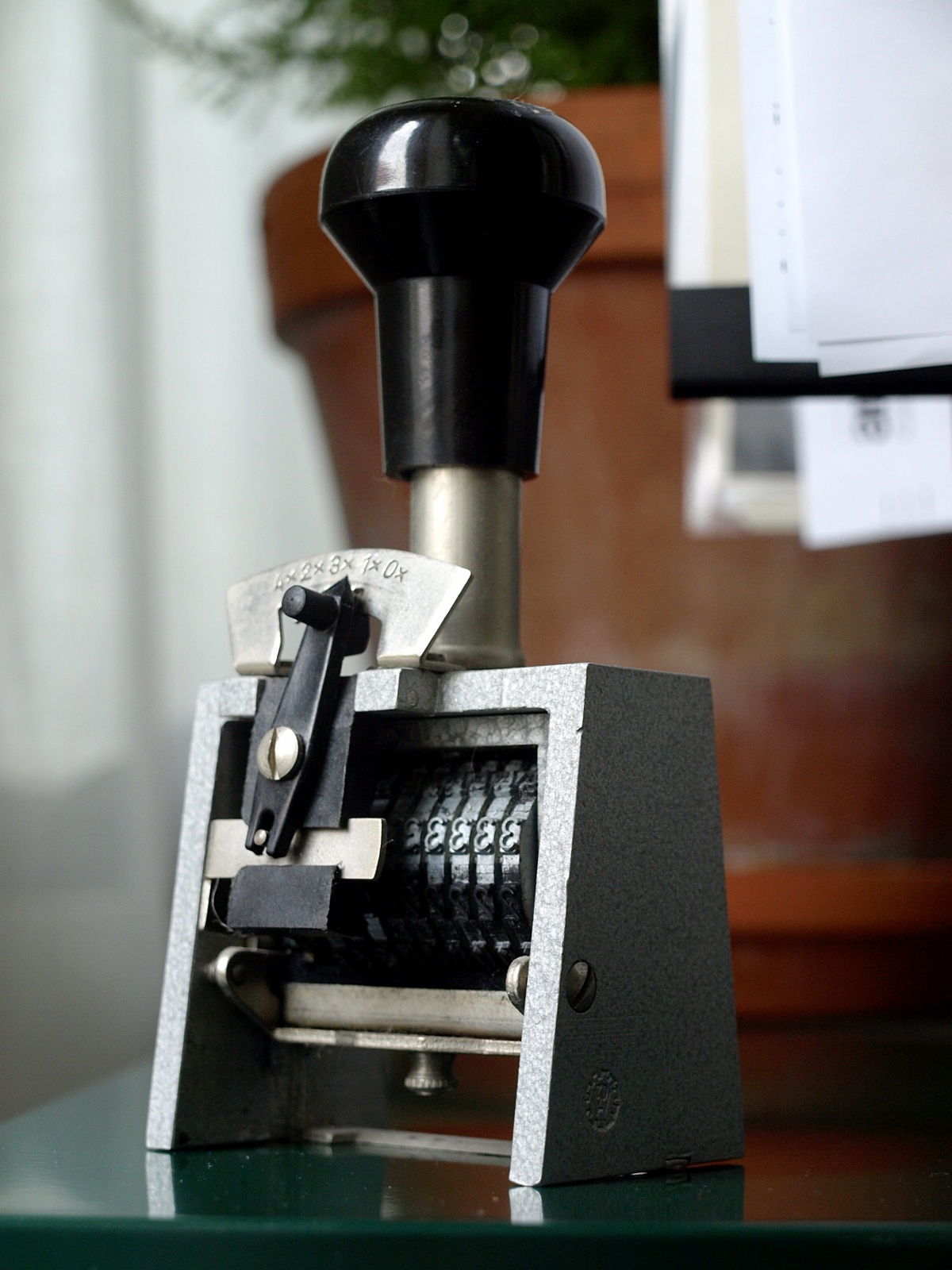
Paginierstempel aus Metall mit automatischer Weiterschaltung

Ein Stempel oder auch Stampiglie ist ein Werkzeug, das auf der einen Fläche mit erhabenen oder vertieften Figuren, Buchstaben und dergleichen versehen ist, um mittels Stempelkissen aufgetragener Farbe die Figur aufzudrucken oder sie in eine weichere Masse einzudrücken, wie beispielsweise die Prägestempel für Münzen und Medaillen. Der obere Teil nennt sich Stempelgriff, der untere Stempelfuß. Auch das mit einem solchen Werkzeug aufgedrückte Zeichen, das als Merkmal der erprobten Güte einer Ware, ihres Ursprungs oder einer bezahlten Abgabe dient, wird als Stempel oder auch als Stempelabdruck bezeichnet. Das Verfahren nennt sich Stempeldruck.
Typischerweise bestehen Stempel aus einem Stempelgriff und einem Stempelfuß, an dem die aus Gummi bestehende Stempelfläche angebracht ist. Es gibt Stempel aus Holz, Kork, Silikon, Moosgummi, Pappe, Linoleum oder Kartoffeln. Im Hobbybereich gibt es außerdem zahlreiche Möglichkeiten, selbst eigene Stempel herzustellen und individuell zu gestalten.

## Verwendung
Stempel haben zwei wesentliche Funktionen:
1. Sie dienen der Vereinfachung der Schreibarbeit. In einem Arbeitsschritt lassen sich Texte zu Papier bringen, für die man handschriftlich wesentlich länger brauchen würde, beispielsweise die Adresse eines Unternehmens, das aktuelle Datum oder den Preis des zu bestempelnden Gegenstandes. Vor allem in Institutionen, bei denen die mit einem Stempel zu versehenden Akten über viele Schreibtische gehen müssen, bringt ein Stempel den zusätzlichen Vorteil, dass der Stempeltext ein immer gleichbleibendes Schriftbild aufweist und somit Unleserlichkeiten ausgeschlossen werden können.[1]
2. Schwer zu fälschende, meist runde Stempel dienen der Beurkundung, ähnlich der Unterschrift oder dem Siegel.

Im Zahlungsverkehr wird der Stempel (eigentlich: die Stempelung) als Mittel benutzt, um bequem und kostengünstig eingezogene Entgelte, Gebühren und Steuern zu quittieren (Gebührenstempel, Steuerstempel). Solche Gebührenstempel sollen zuerst im verkehrsreichen Holland (seit 1624) in Gebrauch gekommen sein. Sie sind überall dort anwendbar, wo der Zahlungspflichtige ein Schriftstück über die Zahlungen überreicht oder empfängt. In diesen Fällen können sowohl Stempelbogen (gestempeltes Papier) als auch aufzuklebende Stempelmarken benutzt werden. In anderen Fällen bedient man sich auch gestempelter Umschläge (Banderolen, z. B. bei Tabakverpackungen), die vor Gebrauch zerrissen werden, während der Stempelbogen durch das Beschreiben, die Stempelmarke durch Durchstreichen oder Ausdrücken eines Zeichens für weitere Verwendungen unbrauchbar gemacht (nullifiziert, kassiert) wird. Außerdem kann auch ein Gegenstand (z. B. Edelmetall, Zeitung, Kartenspiel, Zigaretten und Zigarrenpackungen, Sektflasche, Schnapsflasche, geeichte Weinfässer etc.) unmittelbar durch Aufdrücken des Stempels gestempelt und damit der Beweis der Steuer- oder Gebührenzahlung geliefert werden. Ein Beispiel für eine Anwendung von Stempeln im Zahlungsverkehr ist das Entwerten von Stempelpapier ab 1608 und 1624, folgend Stempelmarken durch den Papieraufschlagsstempel, Steuerstempel, Gebührenstempel, Dimensionsstempel, Fixstempel, Steuerbanderole oder Briefmarken durch den Poststempel.
Eine weitere weit verbreitete Anwendung des Stempels ist die Kennzeichnung von Besuchern, die bei gebührenpflichtigen Veranstaltungen z. B. in Diskotheken ihren Eintritt bezahlt haben. Hierfür erhalten sie eine Stempelung auf die Hand, die auch aus lediglich unter UV-Licht sichtbarer Spezialfarbe bestehen kann. Dieser Stempel berechtigt im Regelfall zum wiederholten Betreten der Veranstaltung ohne erneute Zahlung des Eintrittsgeldes und wird vom Türsteher an der Kasse kontrolliert.
Zur Entwertung von Eisenbahnfahrscheinen wird auf diesen ein Stempel in Form eines Zangenabdrucks aufgebracht.

## Geschichtliches
Bevor der Stempel das Siegel ablöste, um Dokumente zu verifizieren und Korrespondenz zu erleichtern, kamen Stempelsiegel mit Wachs oder Siegellack zum Einsatz.
Die ältesten Siegel waren aus Stein oder Knochen gefertigt und in Mesopotamien gefunden. Archäologen gehen davon aus, dass sie zwischen 5.000 bis 3.500 vor Christus entstanden sind. Auch die Variante, einen Abdruck mit einem Siegelring herzustellen, verbreitete sich bereits 1.500 v. Chr., ausgehend vom Alten Ägypten.
In Indien verwendete man kurz vor Christi Geburt Stempel aus Lehm, in Kombination mit Naturfarben aus pflanzlichen Grundstoffen wie Früchten, Blüten, Blumen, Pflanzen und Baumkrusten.
In Asien wurde ab 57 nach Christus Stempel verwendet. Die ersten dieser Hankos gehörten den Herrschern und waren aus purem Gold. Ab etwa 750 durften auch Adlige eigene Hanko-Namenssiegel als persönliche Unterschrift verwenden.
Für die Geschichte des Buchdrucks erfand man kleine Stempel mit einzelnen Buchstaben, die sogenannten Lettern, die Johannes Gutenberg Mitte des 15. Jahrhunderts zu Satzschriften zusammenfügte und auf einer Druckpresse die ersten Texte damit erstellte, die nicht per Hand abgeschrieben worden waren.
Zum Erstellen von Holzschnitten benutzten europäische Künstler wie Albrecht Dürer große hölzerne Stempelplatten. In Japan kam dagegen im 18. Jahrhundert der Farbholzschnitt auf (siehe auch Ukiyo-e).

## Herstellung
Bis zum Beginn des 19. Jahrhunderts wurden Stempel, statt wie später üblich aus Gummi, aus Leder, Kupfer, Metalllegierungen oder Holz hergestellt. Die ersten Automatikstempel aus Metall wurden etwa im Jahr 1860 produziert.
Erst nach der Erfindung der Vulkanisation, 1839 von Charles Goodyear, kam der Gummistempel (engl. rubber stamp) auf, der heute weit verbreitet und (in der westlichen Welt) ein Synonym für Stempel überhaupt geworden ist. Nachdem Signierstempel aus Naturkautschuk bereits ab 1866 erhältlich waren, kam die Herstellung von Kautschukstempeln durch Vulkanisation auf. Sie zählten, wie auch Autoreifen, Radiergummis, Gummibänder, Kondome, Schläuche etc. zu den sogenannten „Gummiwaren“. Diese wurden in Gummiwarenfabriken durch unterschiedliche Fertigungsverfahren hergestellt.
Stempelplatten werden mittlerweile in der Regel entweder aus flüssigem Fotopolymer oder Gummi mit unterschiedlichen Fertigungstechniken hergestellt.
Lasertechnik – Die jüngste Technologie auf dem Stempelmarkt ist die Lasergravur, bei der aus einem Gummirohling der Text mittels eines Laserstrahls an den nichtdruckenden Stellen der Stempel- oder Textplatte freigeschnitten wird. So bleiben die Buchstaben erhaben stehen, und nichtdruckende Bereiche werden weggebrannt oder verdampft. Anschließend wird die Stempelplatte mit einem doppelseitig klebenden Moosgummi unterfüttert, ausgeschnitten und dann auf das entsprechende Medium (Holzstempel oder selbstfärbender Stempel) aufgeklebt.
Fotopolymer – Bei der Fertigung mit Fotopolymer wird das zähflüssige Polymer auf eine Trägerfolie aufgestrichen. Über einer transparenten Schutzfolie wird ein Negativfilm aufgelegt, bei dem die später druckenden Bereiche durchsichtig sind. Durch eine jetzt folgende UV-Belichtung härten die belichteten Stellen im Polymer aus, die unbelichteten Bereiche bleiben jedoch flüssig. Diese nichtdruckenden Bereiche können anschließend ausgewaschen werden. Den Abschluss bildet eine Nachbelichtung und eine mechanische Weiterbearbeitung wie beim Gummistempel.
Schaumstoffbelichtung – Das Stempelkissen dieses Stempels liegt hinter dem Stempelklischee aus mikroporösem Spezialschaumstoff, der nur an den unbelichteten Stellen farbdurchlässig bleibt. Die belichteten Stellen sind farbundurchlässig. Drückt man den Stempel ab, wird die Stempelfarbe durch die farbdurchlässigen Stellen der Textplatte hindurch auf das Papier abgegeben.

## Anwendungen
Es gibt eine Vielzahl von Stempeltypen. Das Stempellexikon des Flexografen-Verbandes bezeichnet mehr als 300 verschiedene Stempelwaren und Stempelgeräte. Als Beispiele für die unterschiedlichsten Stempelvarianten seien genannt:
Rollstempel – bei dem Rollstempel ist die Stempelplatte (mit Text oder Motiven) auf einer Rolle befestigt. Dadurch wiederholt sich der Text fortlaufend beim Abrollen des Stempels auf dem Druckmedium. Die Farbübertragung erfolgt durch eine getränkte Farbwalze, die die Stempelplatte selbsttätig einfärbt. Rollstempel gibt es in Ausführungen mit und ohne Rücklauf. Der Rollstempel kann mobil zum Bedrucken von Verpackungen mit Versandvermerken oder Firmenzeichen eingesetzt werden. Auf den verschiedensten saugenden Materialien wie Pappe, Holz oder Mineralstoff erhält man schnell randscharfe und deutliche Kennzeichnungen.
Bänderstempel – Bänderstempel bestehen aus einem Metall- oder Kunststoffgehäuse und den vulkanisierten Gummibändern. Kunststoffrollen transportieren die gestrafften Bänder über einen Steg. Bänderstempel kommen vor als Alphabet-, Datum-, Doppel-, Preisauszeichnungsstempel, Signier-, Uhrzeit-, Wortband- und Ziffernstempel.

Brennstempel (Brandstempel) dienen zur Markierung von Holz, in Form von Kisten, Paletten, Fässern etc., aber auch zur Markierung von Kunststoffen und Leder. Sie werden mit festen oder auswechselbaren Klischees aus Messing oder Bronze geliefert. Die Heizelemente wurden früher im offenen Feuer oder mit Propangas beheizt, heutzutage meist elektrisch mit Temperatur-Regelung.
Paginierstempel – Ein Paginierstempel ist ein Metallstempel mit automatisch schaltenden Zahlen zur Erzeugung fortlaufender Seitenzahlen bzw. für eine fortlaufende oder wiederholende Nummerierung, d. h., er zählt aufgrund seiner inneren Mechanik nach jedem Abstempeln die Zahl hoch. Das Stempelkissen ist integriert und wird nach jedem Stempelabdruck auf den Stempel gedrückt. Einige Modelle unterstützen weitere Zählweisen: Ein Schaltsystem stempelt die Ziffernkombination 1-, 2-, 3- und 4-mal wiederholend, ein anderes Internationales-Schaltsystem 1-, 2-, 3-, 4-, 6- und 12-mal wiederholend. Andere Paginierstempel bieten Optionen wie z. B. das Weglassen führender Nummern bzw. Nullen. Durch entsprechendes Ausschalten des Schaltmechanismus kann auch immerwährend die gleiche Zahl gedruckt werden. Paginierstempel können auch mit einem Klischee kombiniert werden.
Permastempel, Selbstfärbestempel oder Pre-Ink-Stempel sind vorgefärbte Stempel, die sich nach dem Stempelvorgang mit einer Drehwendung wieder von selbst einfärben, im Gegensatz zum Handstempel, welche zusätzlich ein verschließbares Kissen benötigen.
Daraus ergibt sich eine sehr hohe Konturenschärfe, da kein störendes Raster von der Stempelkissenoberfläche übertragen wird bzw. der Stempeldruck auf dem Papier begrenzt ist. Weiterhin ist die Gefahr der Verschmutzung von Händen oder Umgebung deutlich geringer.
Das Gehäuse des Permastempels bietet Einstellmöglichkeiten für die Abdruckstärke und dem vorgefärbten Klischee, welches ins Gehäuse eingeklebt ist. Das Klischee wird aus einer Mischung von Kunststoffplastizol und der gewünschten Stempeltinte zusammengesetzt. Durch die Erhitzung dieser Mischung entsteht ein festes mikroporöses Gel, in welchem die Tinte eingelagert wird. Durch Druckausübung auf das Gel tritt etwas Farbe aus, welche auf das Papier übertragen wird. Durch Montage verschiedenfarbiger Klischeeteile in einem Stempelgehäuse können auch mehrfarbige Abdrucke erzeugt werden. Permastempel beinhalten Tinte für etwa 20.000 Abdrucke und können durch Nutzung einer speziellen Regeneriertinte wieder verwendet werden. Die Stempel selbst gibt es in verschiedensten Ausführungen als Taschen- oder Stativstempel oder mit verstellbarem Datum.

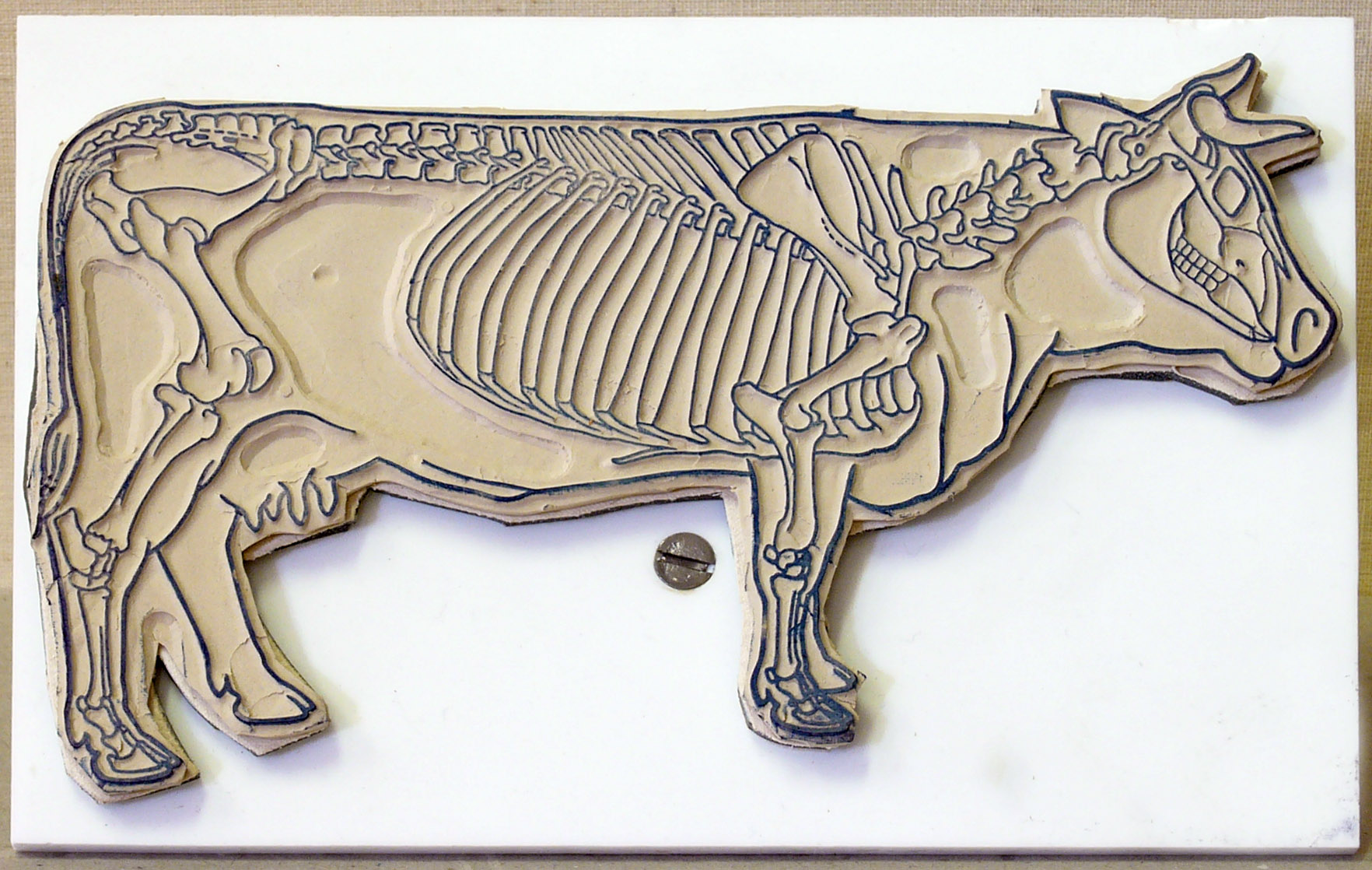
Konturstempel
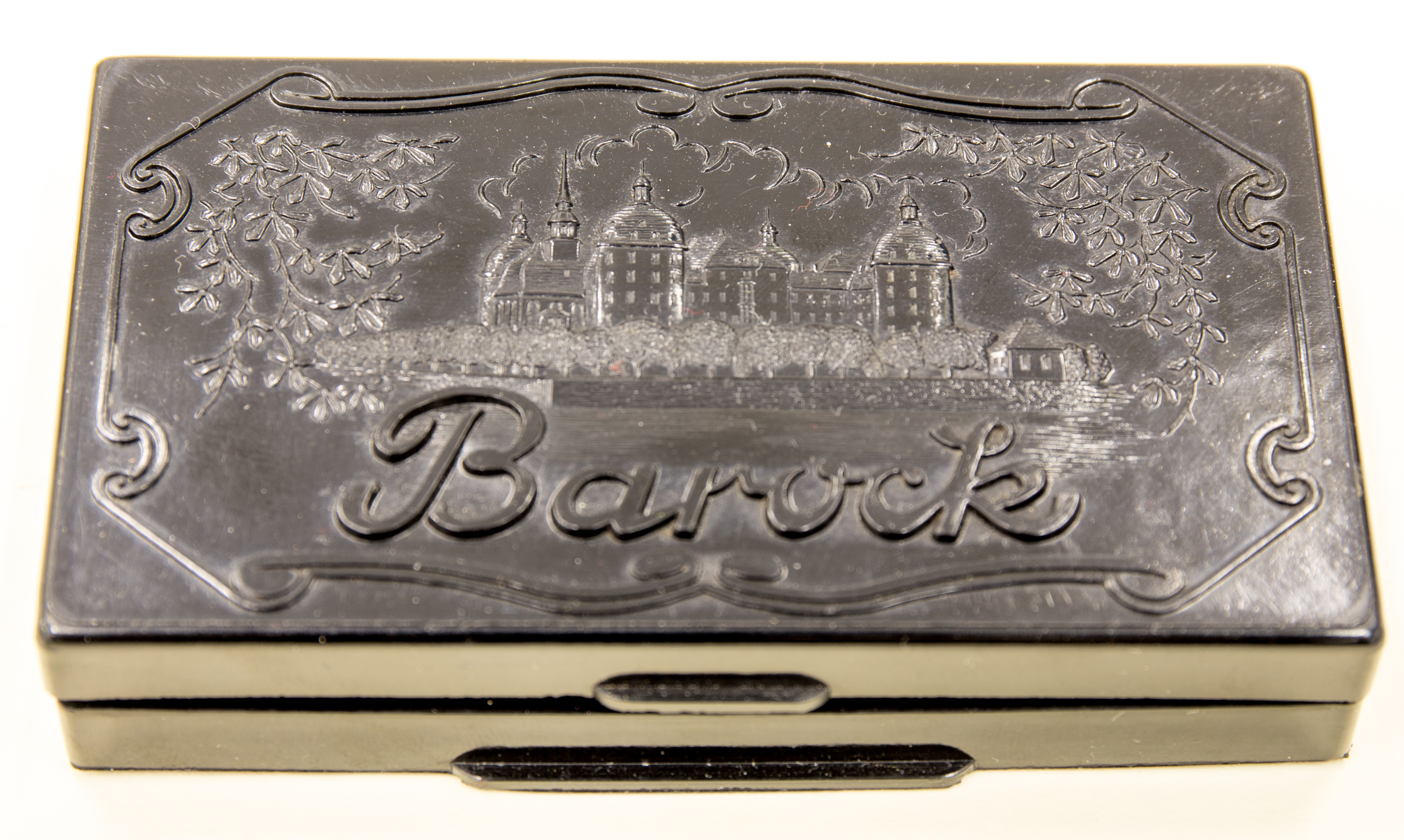
Stempelkissen Barock, mit dem Abbild der Moritzburg, hergestellt vom VEB Bürochemie Dresden, heute im Bestand des Museums Europäischer Kulturen
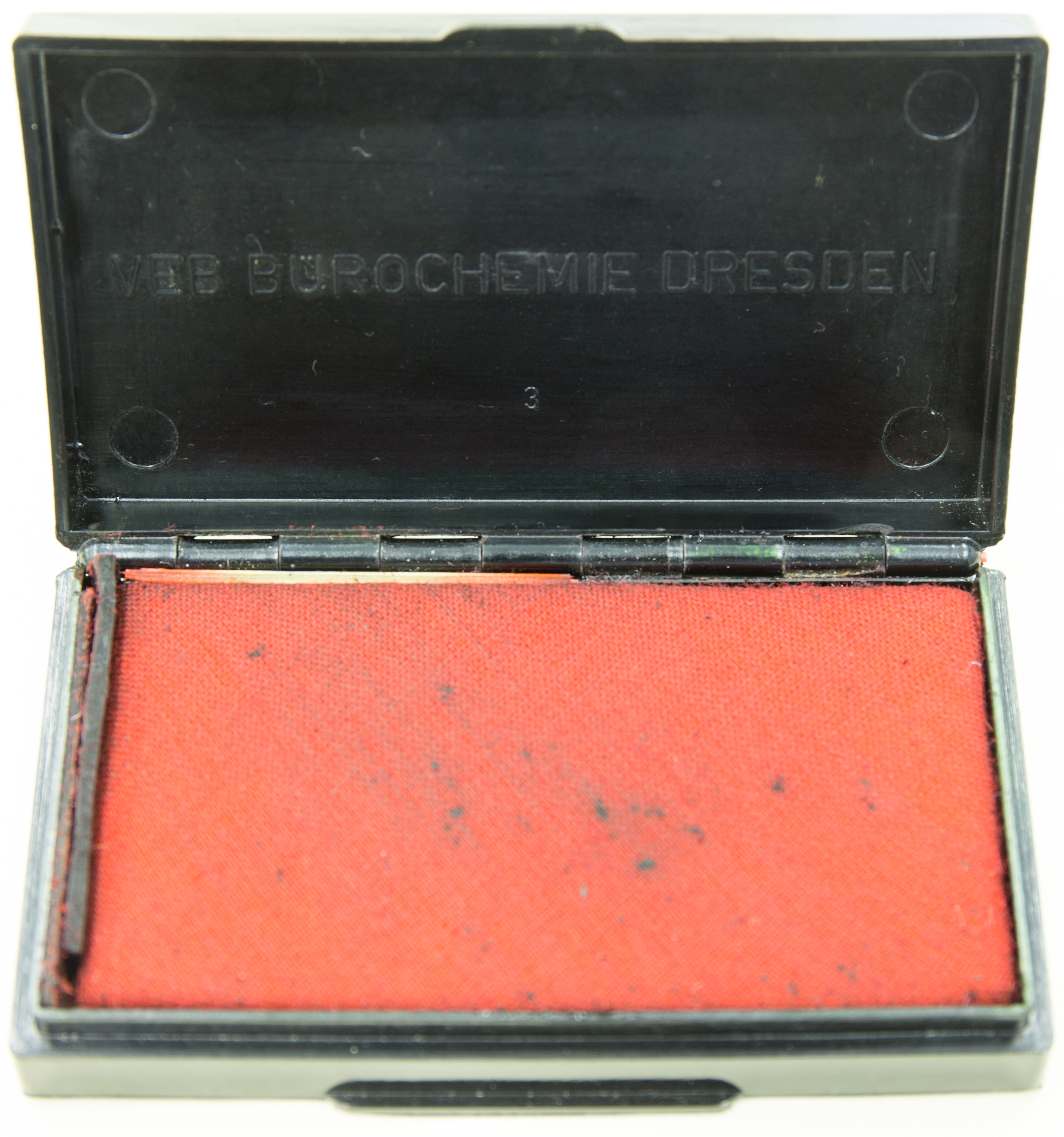
Stempelkissen Barock, derzeit rot
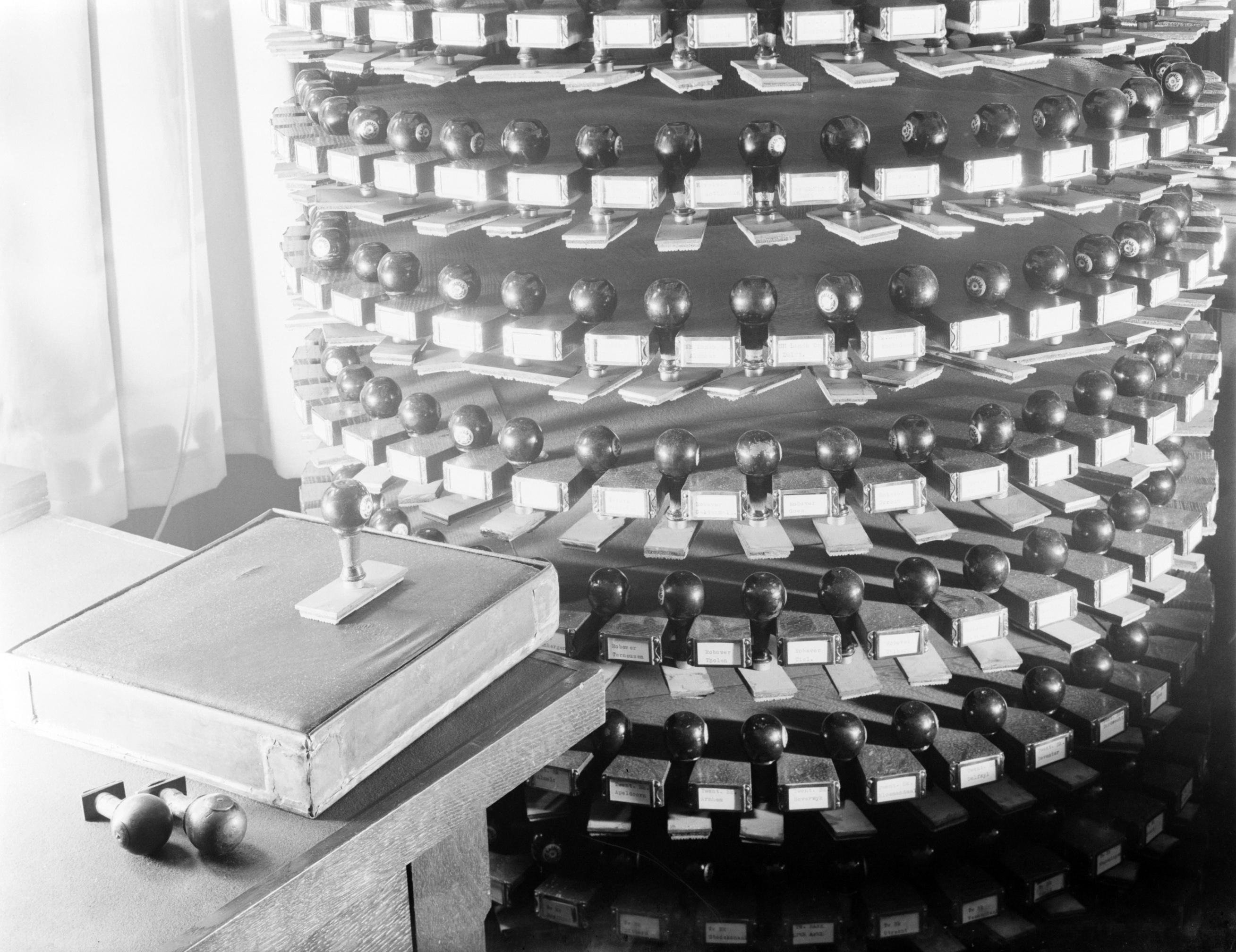
Großes Stempelkarussel in Amsterdam
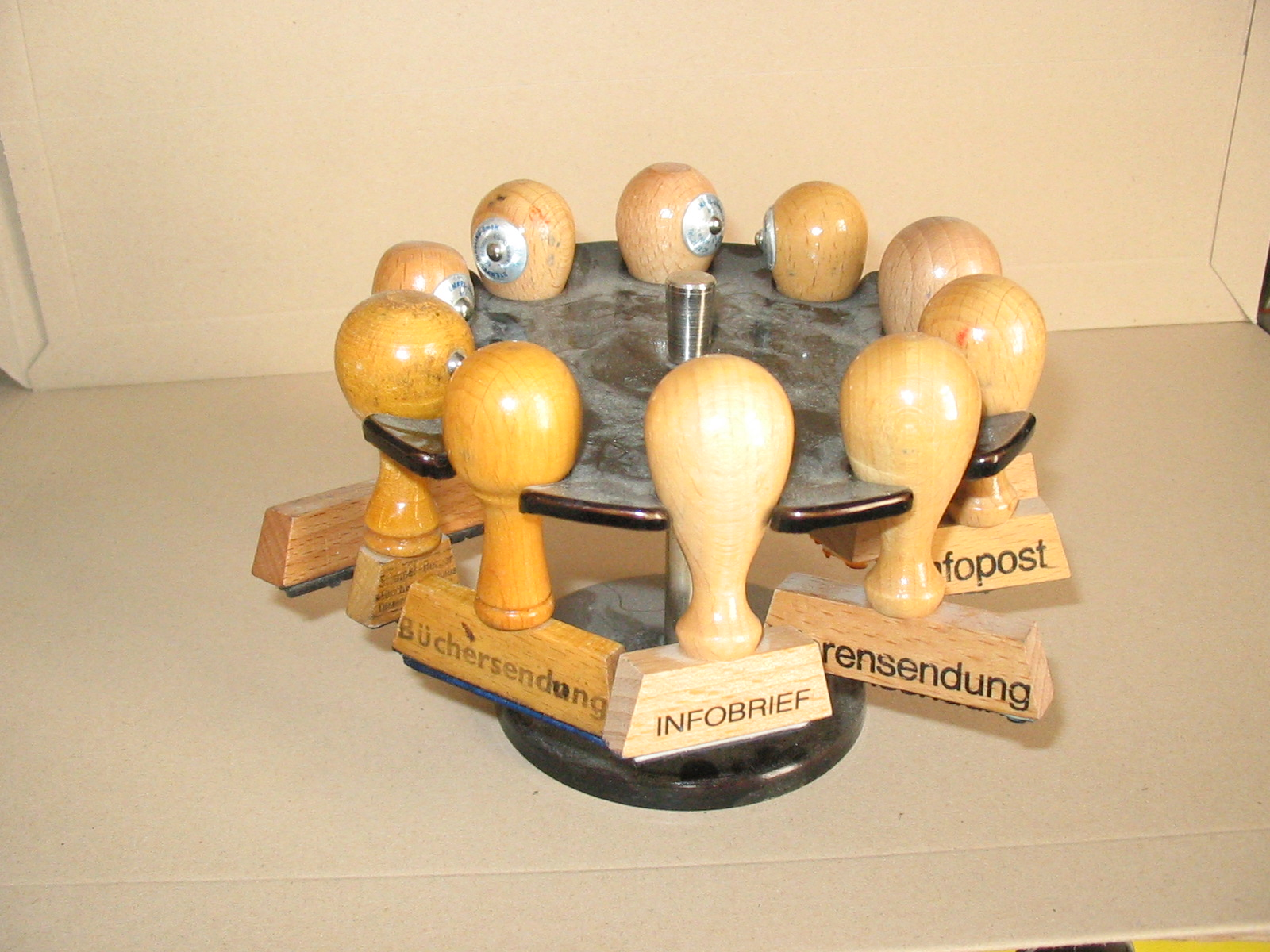
Stempelkarussel
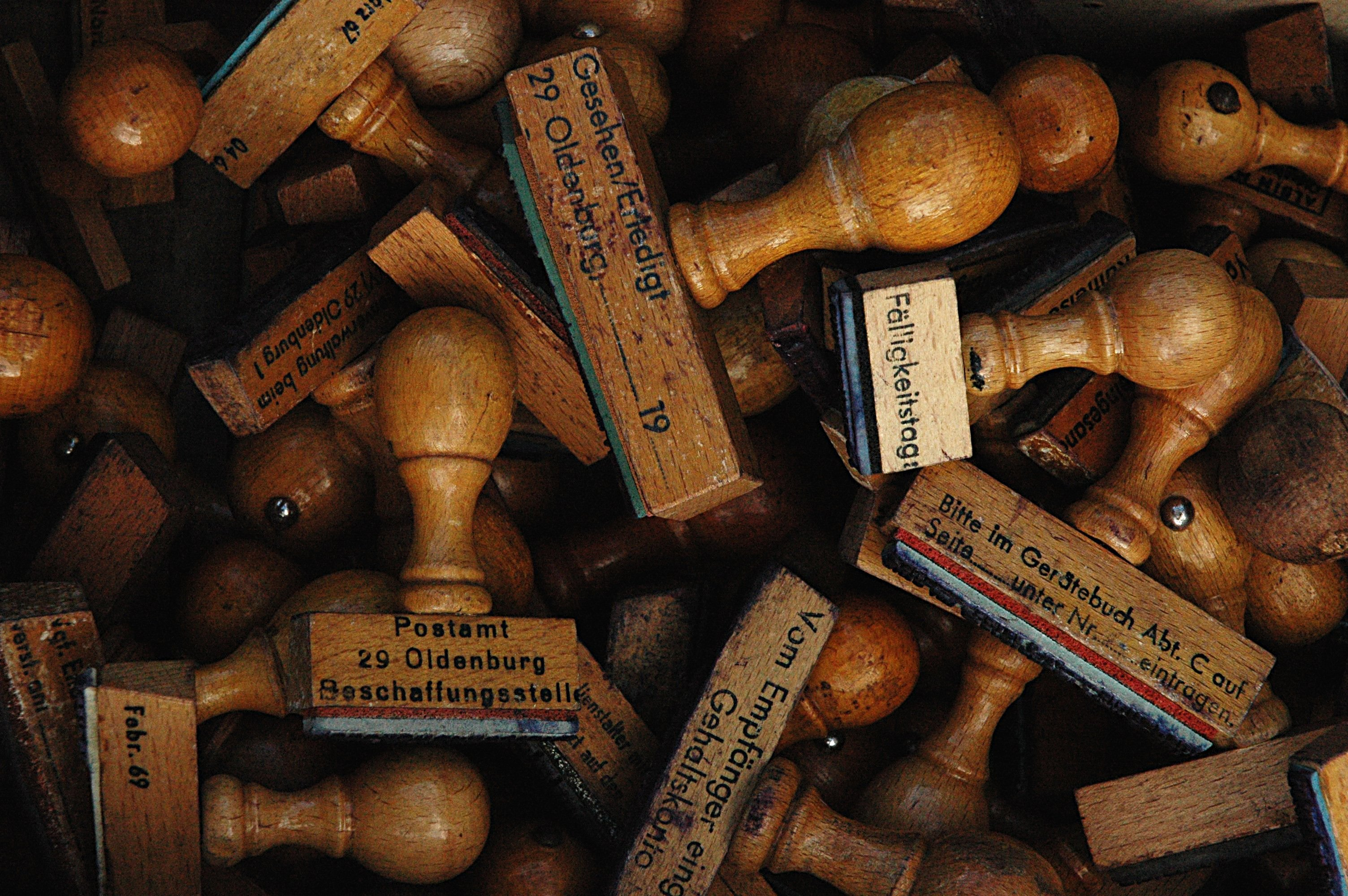
Gemischte Stempel
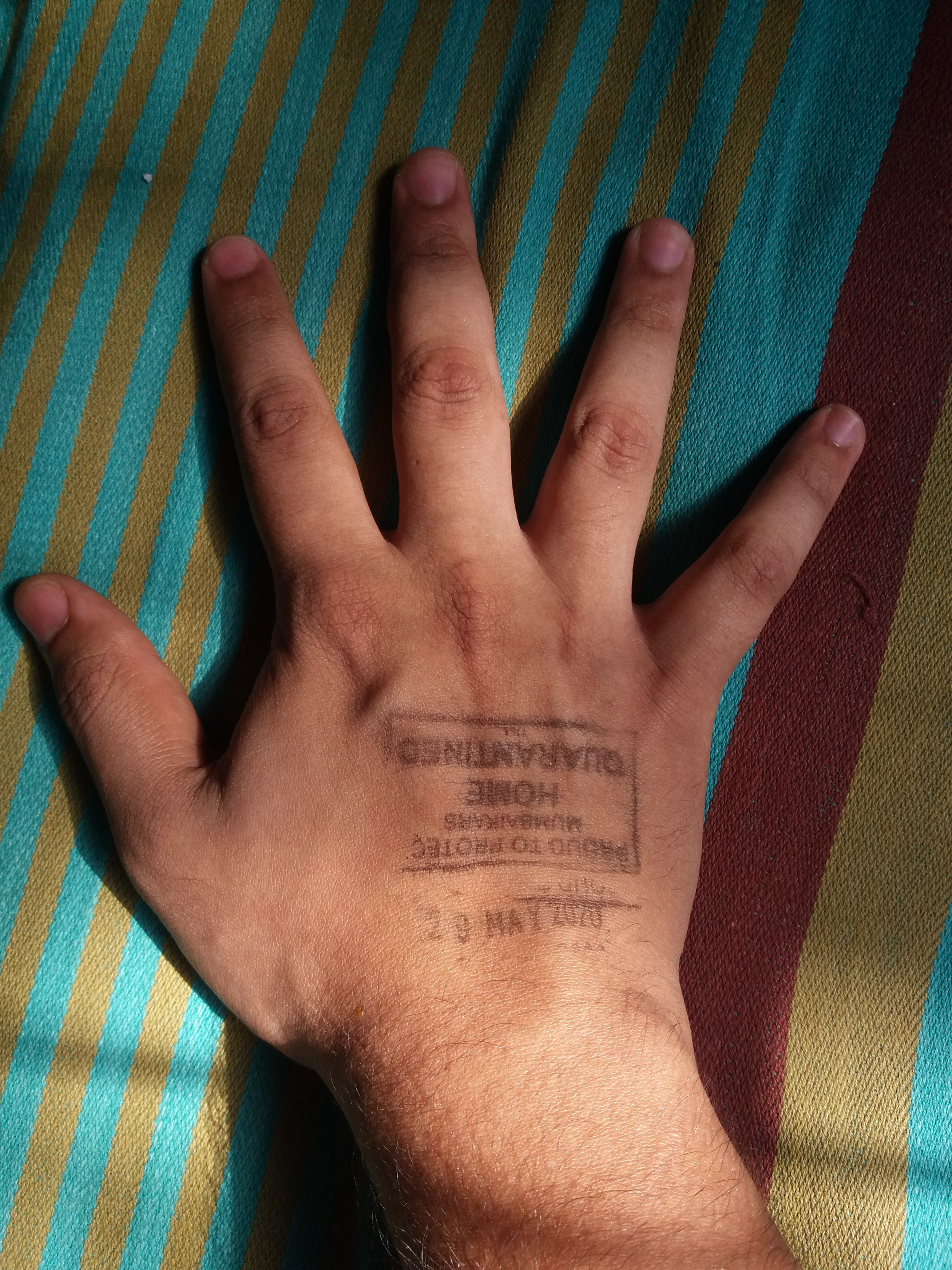
Quarantänestempel während der COVID-19-Pandemie
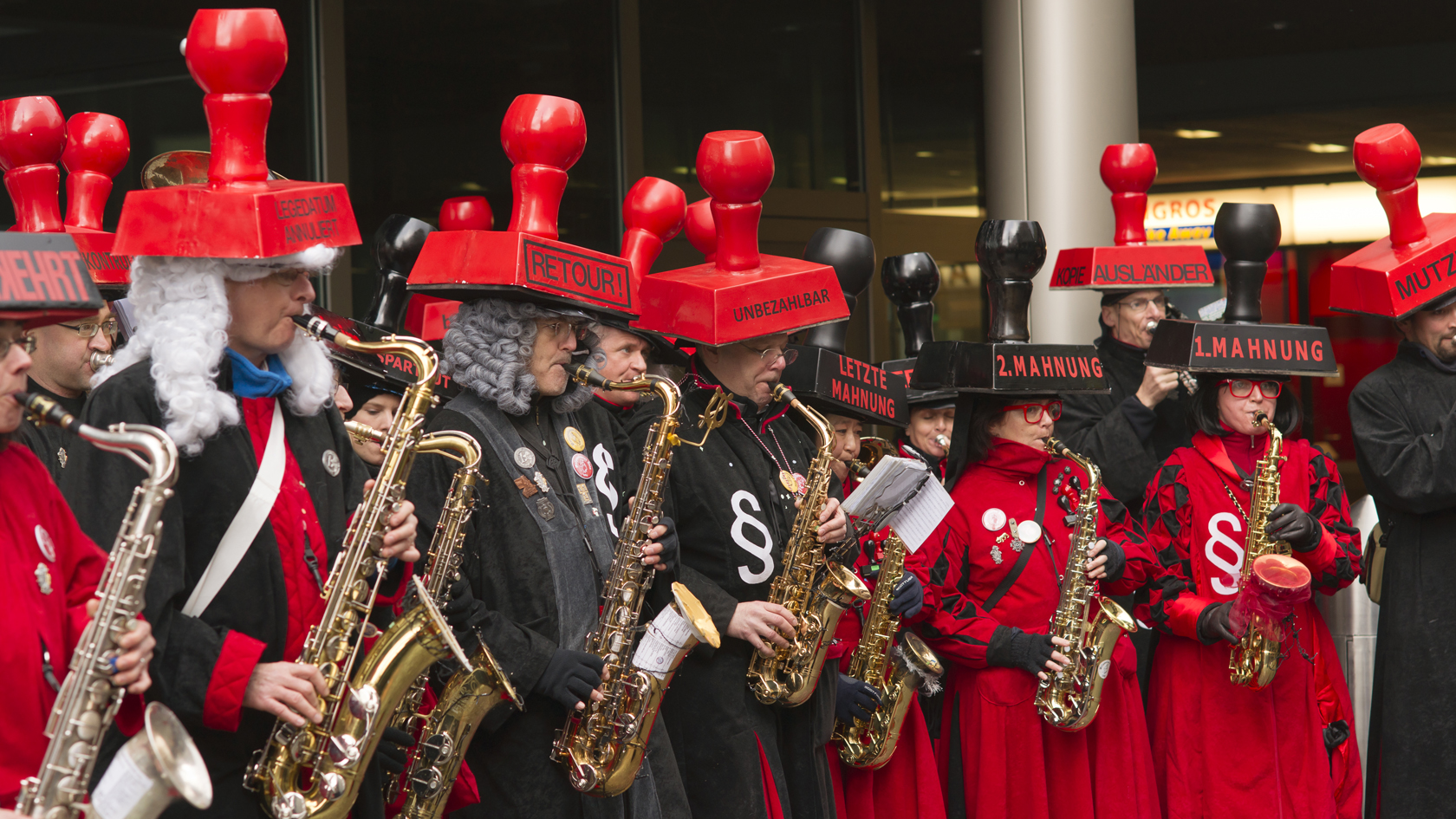
Stempel als Symbol für Bürokratie, Fasnacht Baden 2012
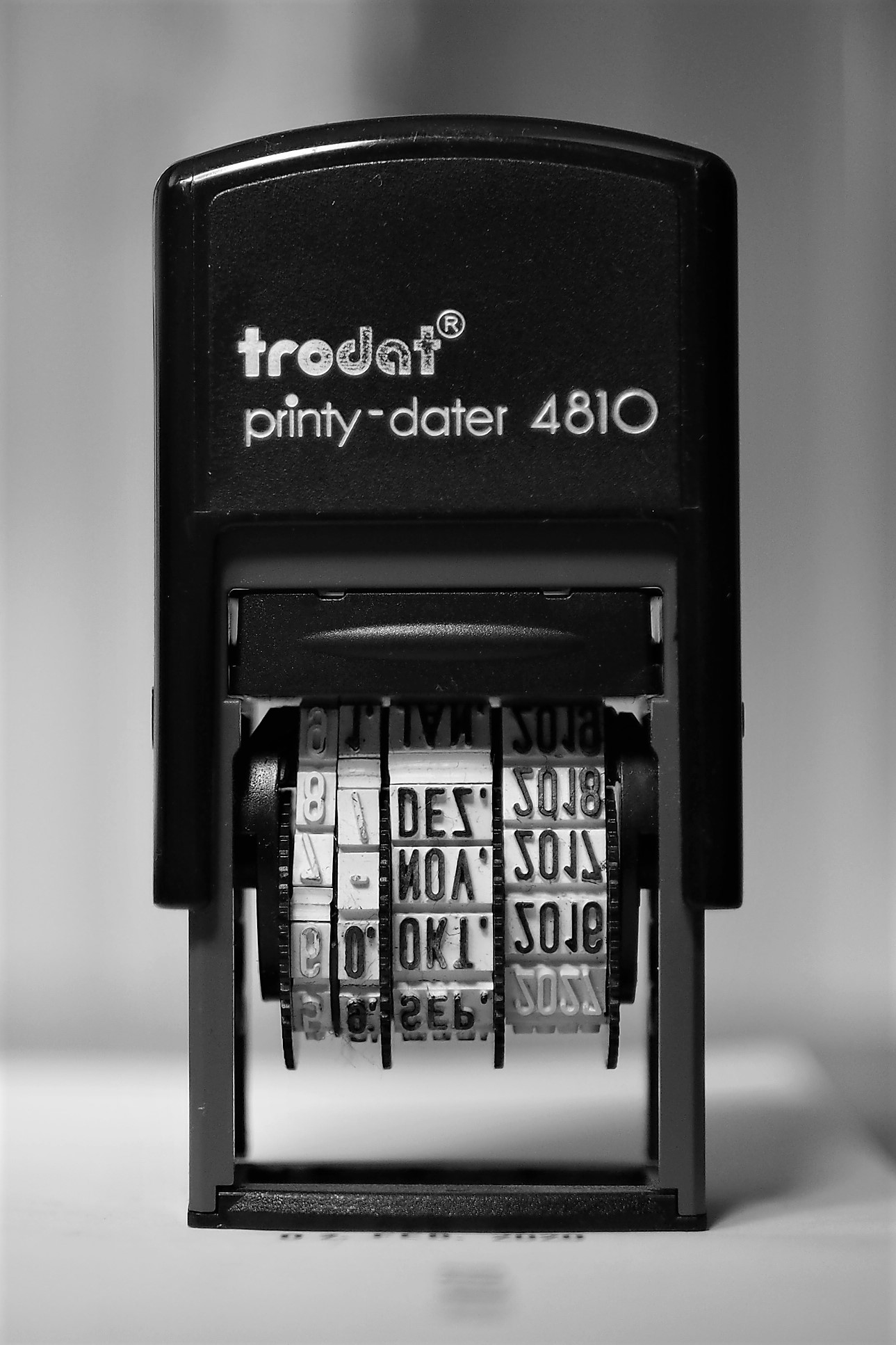
Selbstfärbender Datumsstempel des Herstellers Trodat
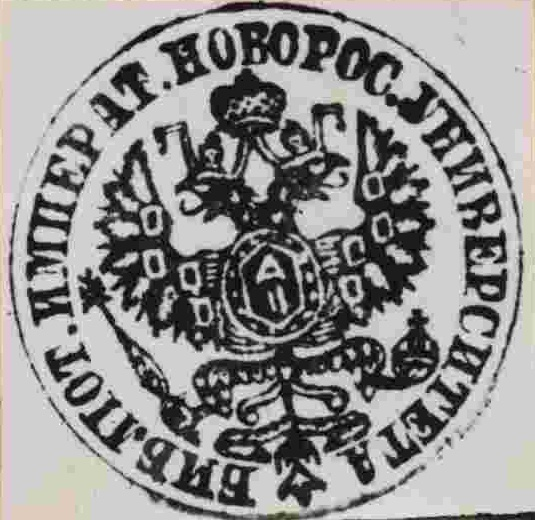
Stempel der Universitätsbibliothek Noworossijsk
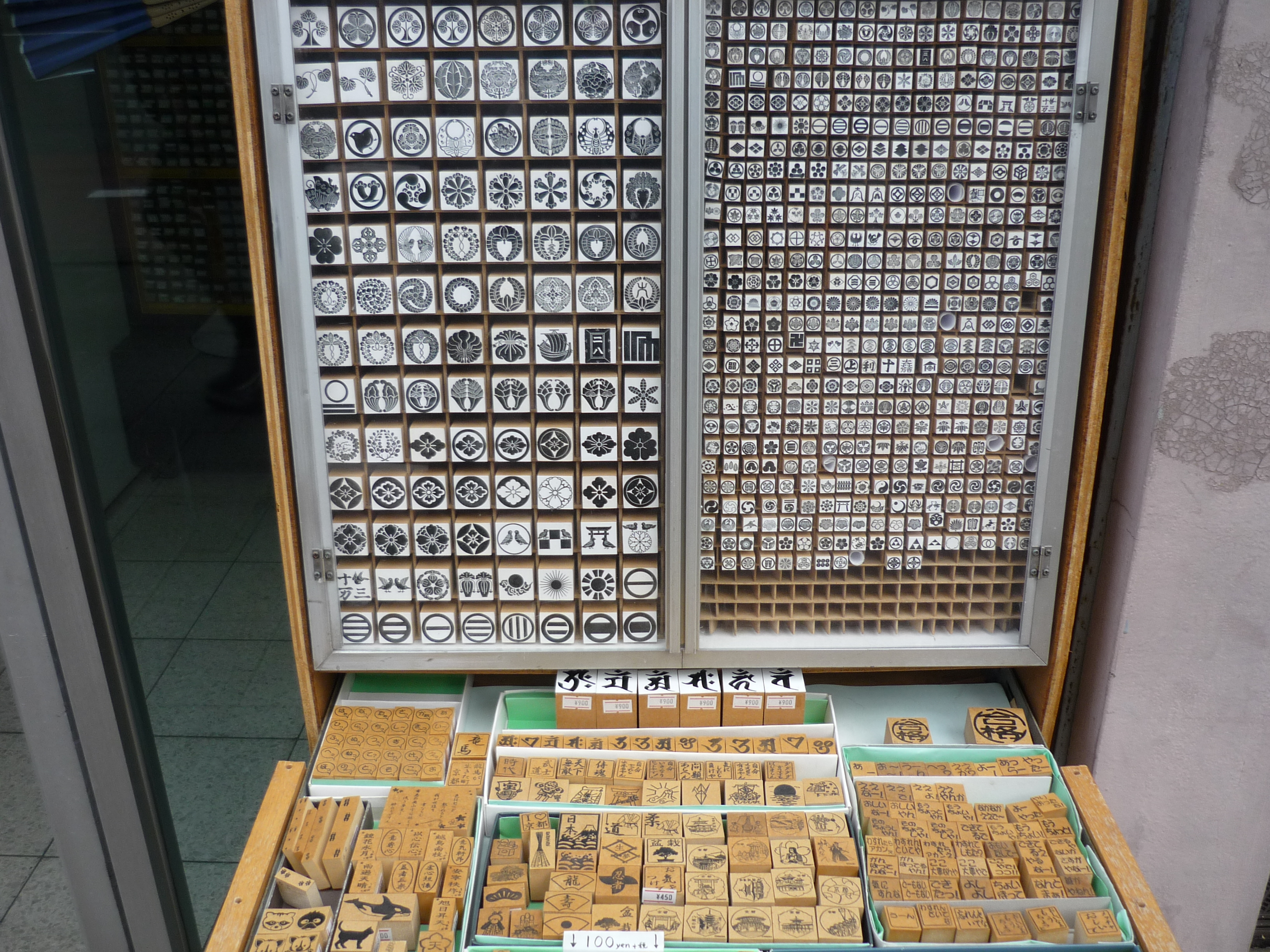
Stempelsortiment in Kyōto, Japan
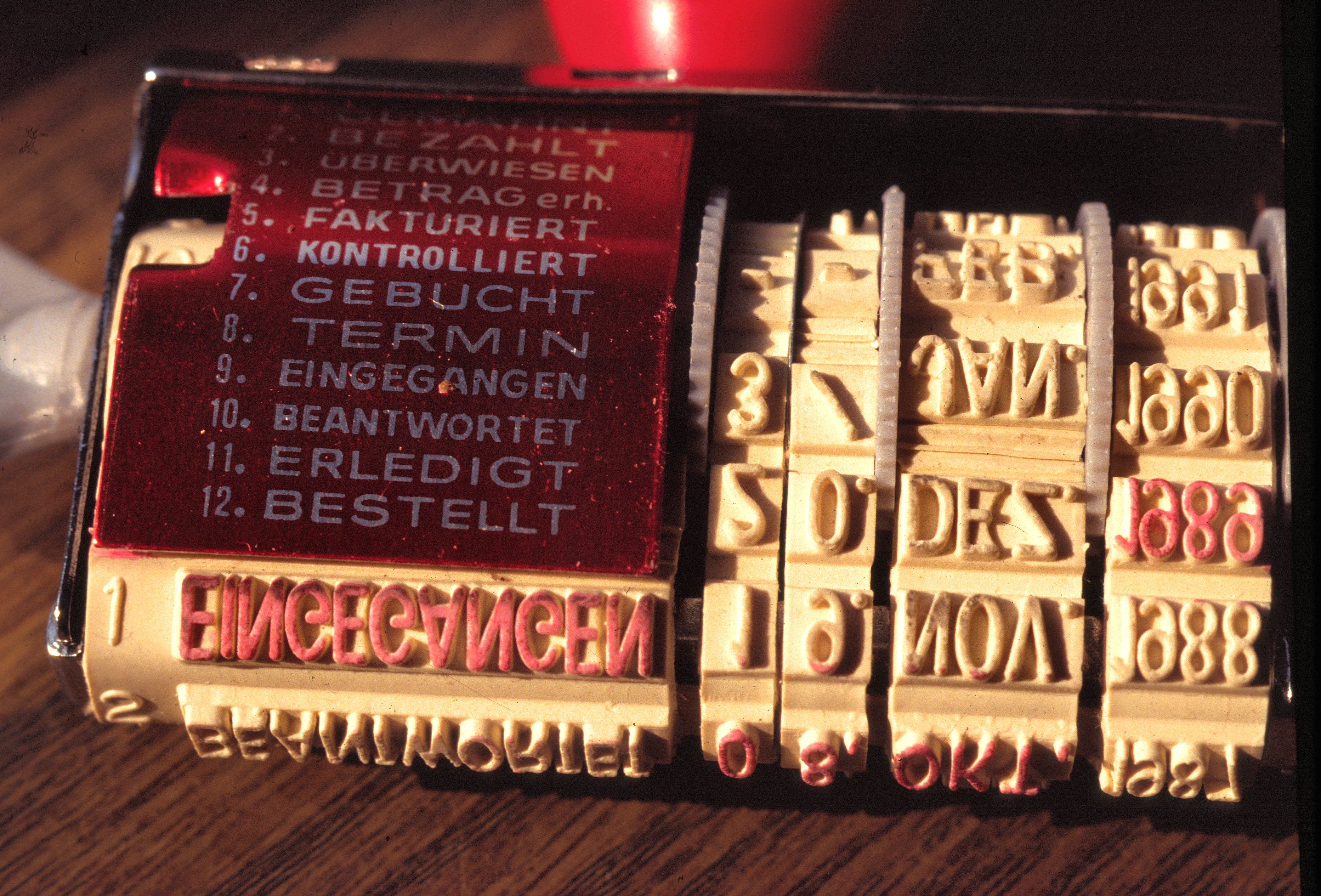
Buchungsstempel
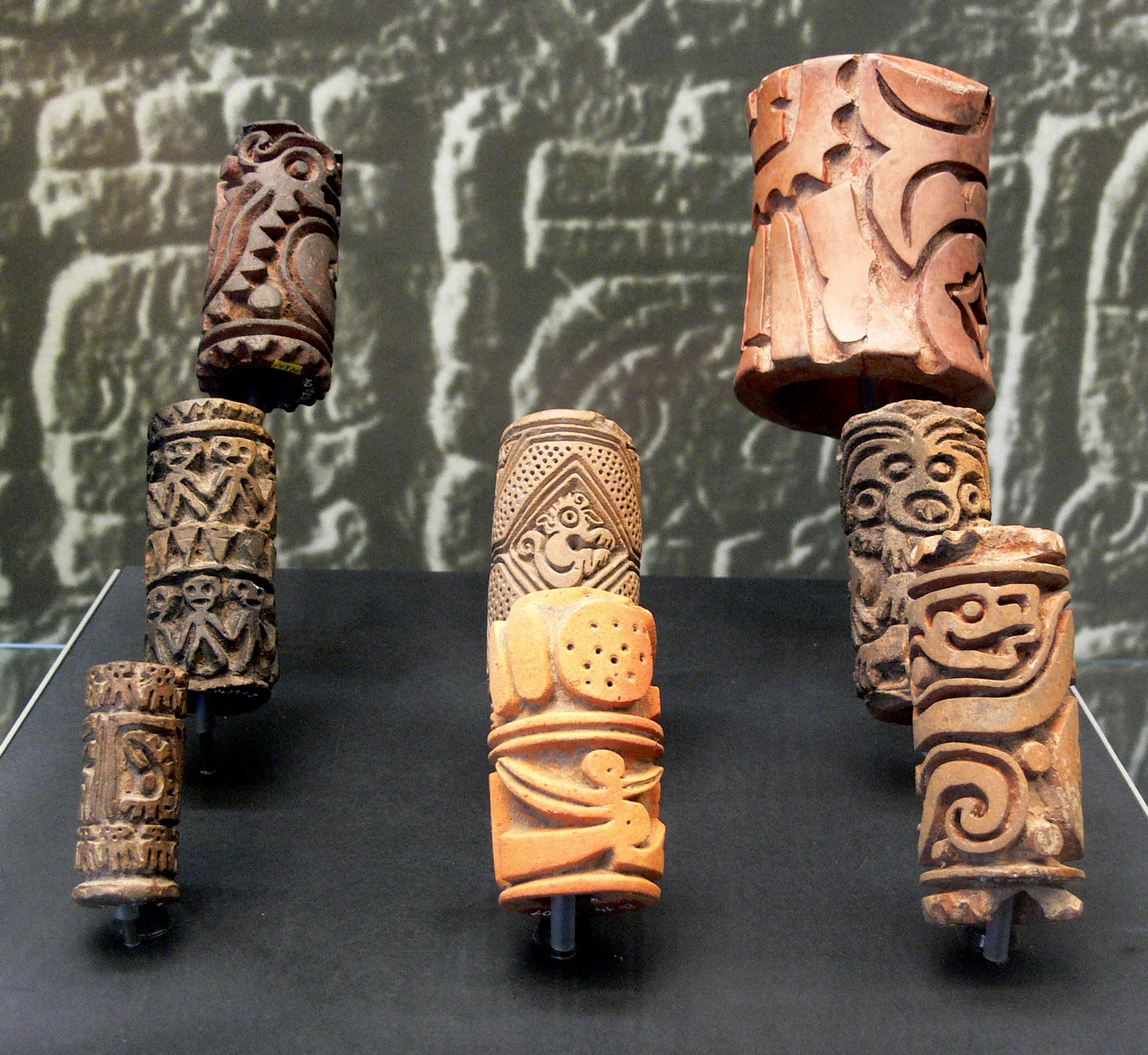
Rollstempel aus Mexiko und Ecuador im Museum zu Allerheiligen, Schaffhausen, Schweiz
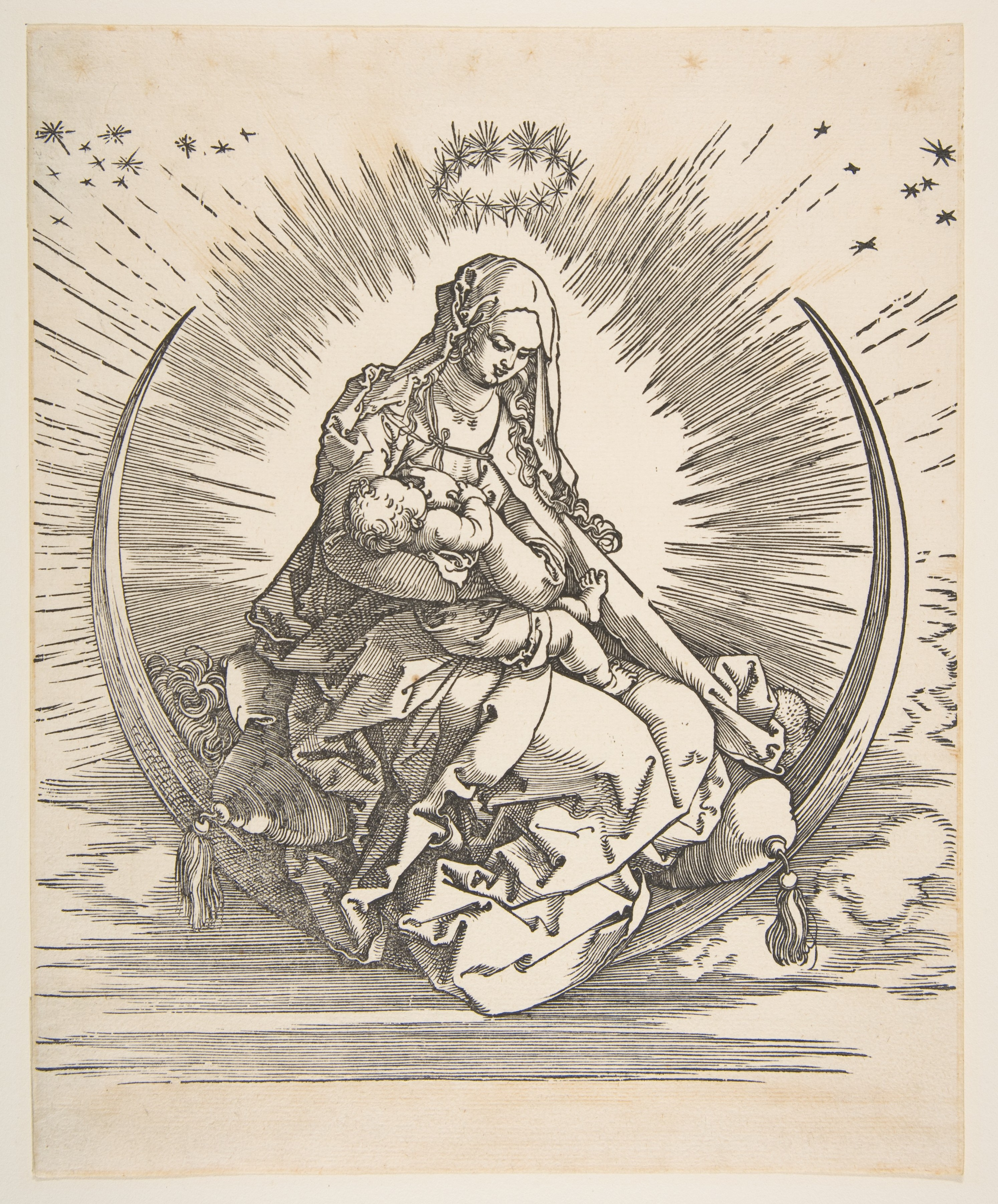
Holzschnitt von Albrecht Dürer, Madonna, vor 1511
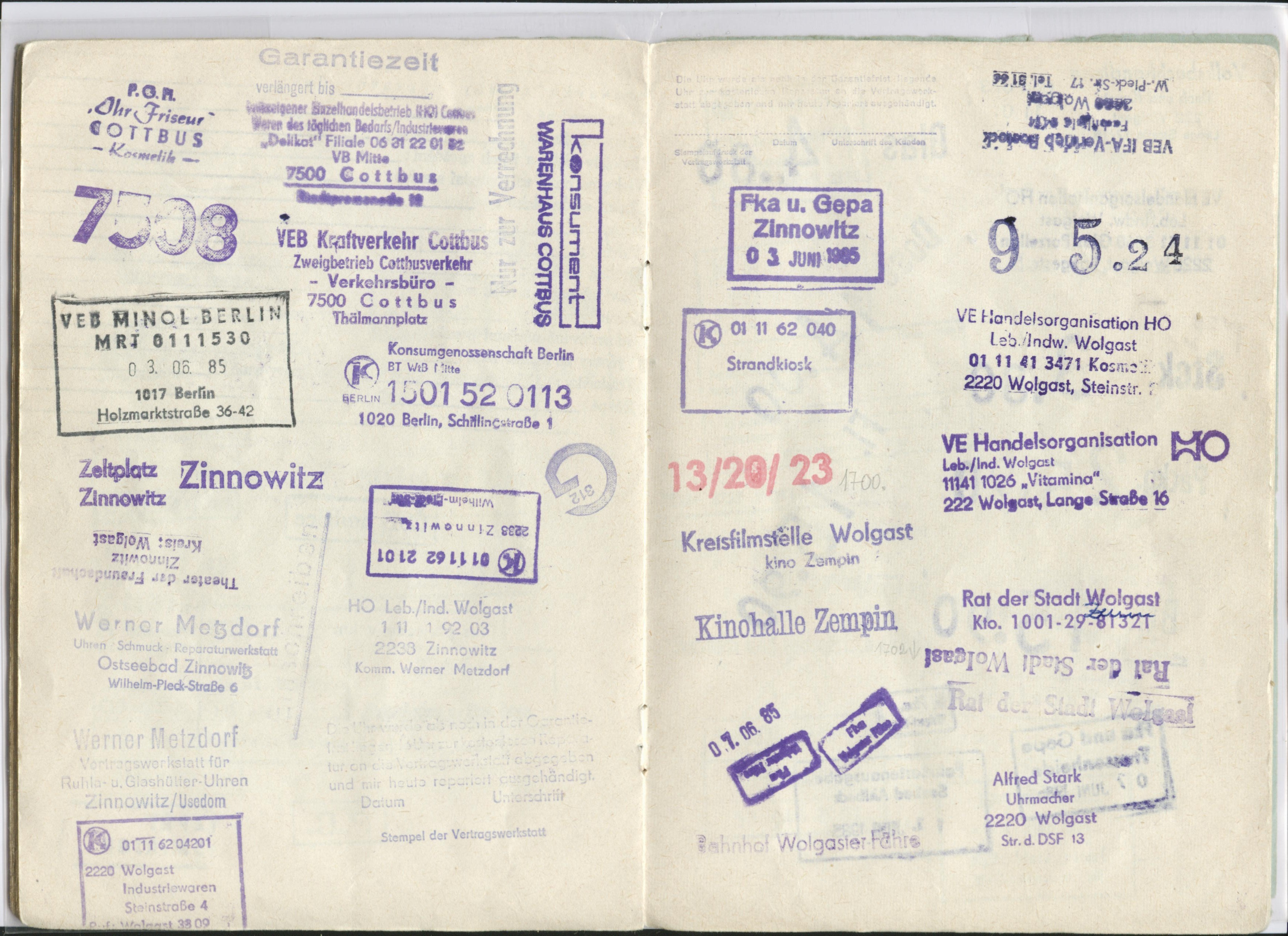
Stempelabdrucke aus der DDR, 1985

## Verwandte Themen
- Stempelschneidekunst – Die manuelle Herstellung von Stempeln aller Art.
- Stempelfuß – verschiedene Bedeutungen
- Stempeldruck – eine Form des Hochdrucks
- Stempelsteuer – eine besondere Form der Steuererhebung
- Stempeluhr – ein älteres Gerät zur Personalzeiterfassung